# Wättingeströmmen, Nyfors

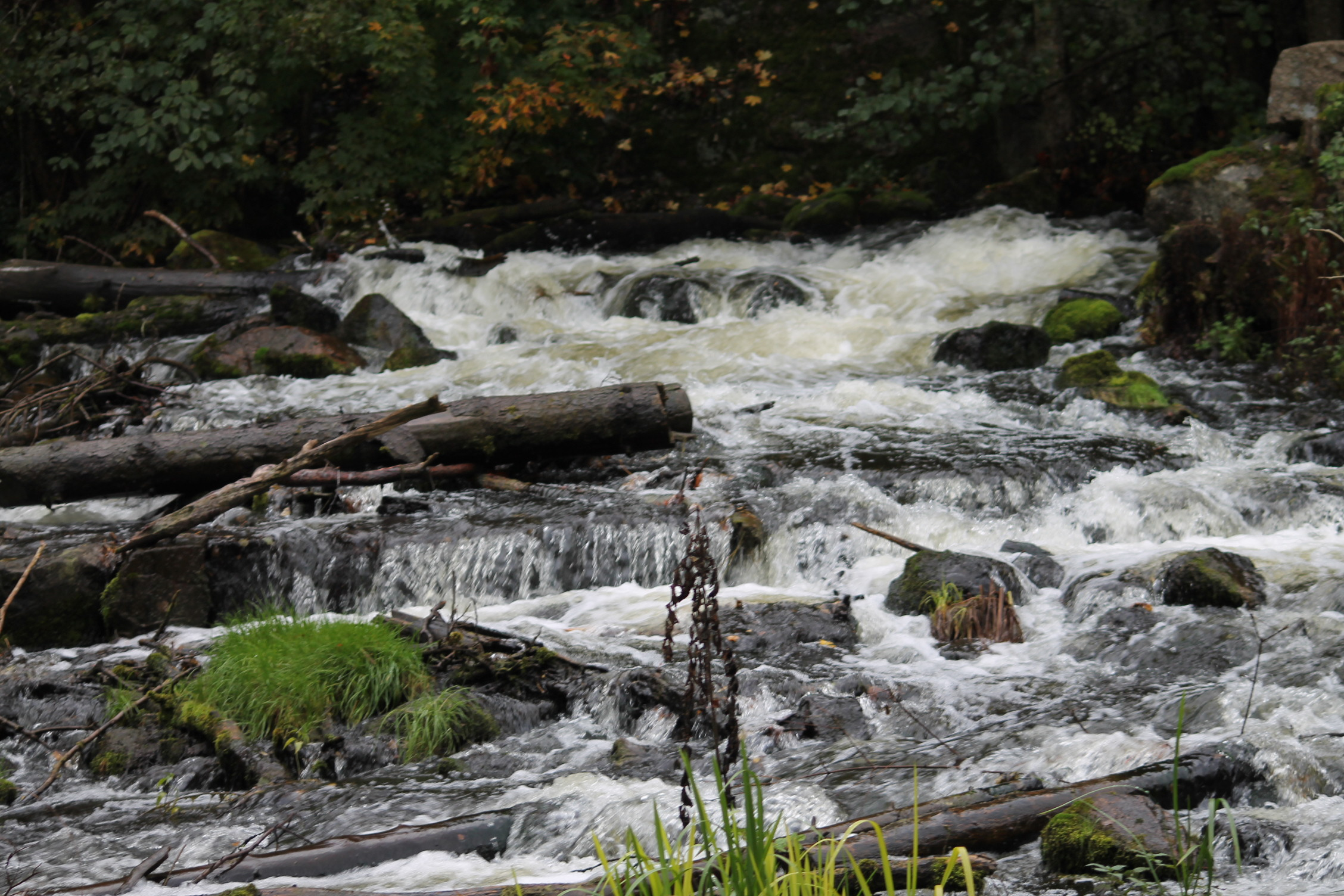
Själva forssträckan sommartid

Wättingeströmmen vid Nyfors är ett vattendrag i Tyresö kommun, som förbinder Tyresö-Flaten med Albysjön. Det är ett av många vattendrag, som förbinder sjöarna i Tyresåns sjösystem. Tyresö-Flaten och Albysjön ligger här bara hundra meter från varandra, vilket med en nivåskillnad på 5–6 meter gör forsen mycket strid.

## Industriell verksamhet
Alltsedan 1500-talet har det legat olika bruk och andra verksamheter längst strömmens östra fåra, som har dragit nytta av vattenkraften; hammarsmedjor, krutkvarn, väveri, valsverk och pappersbruk. Pappersbruket som anlades på 1850-talet hette Nyfors, vilket senare kom att ge namn åt frititidshusområdet. År 1935 upphörde all industriell verksamhet och många av byggnaderna revs. Den nuvarande bron över Wättingeströmmens östra fåra byggdes 1970 och hit omdirigerades Sörmlandsleden på 2000-talet.

## Uppmärksammat fågelliv
Forssträckan hyser den ovanliga strömstaren som ofta syns dyka i vattnet och vissa år häckar i närheten. Arten lever av bottenlevande insekter som nattsländan Hydropsyche siltalaim, dagsländan Baetis rhodani och olika arter av virvelmaskar.

## Bilder

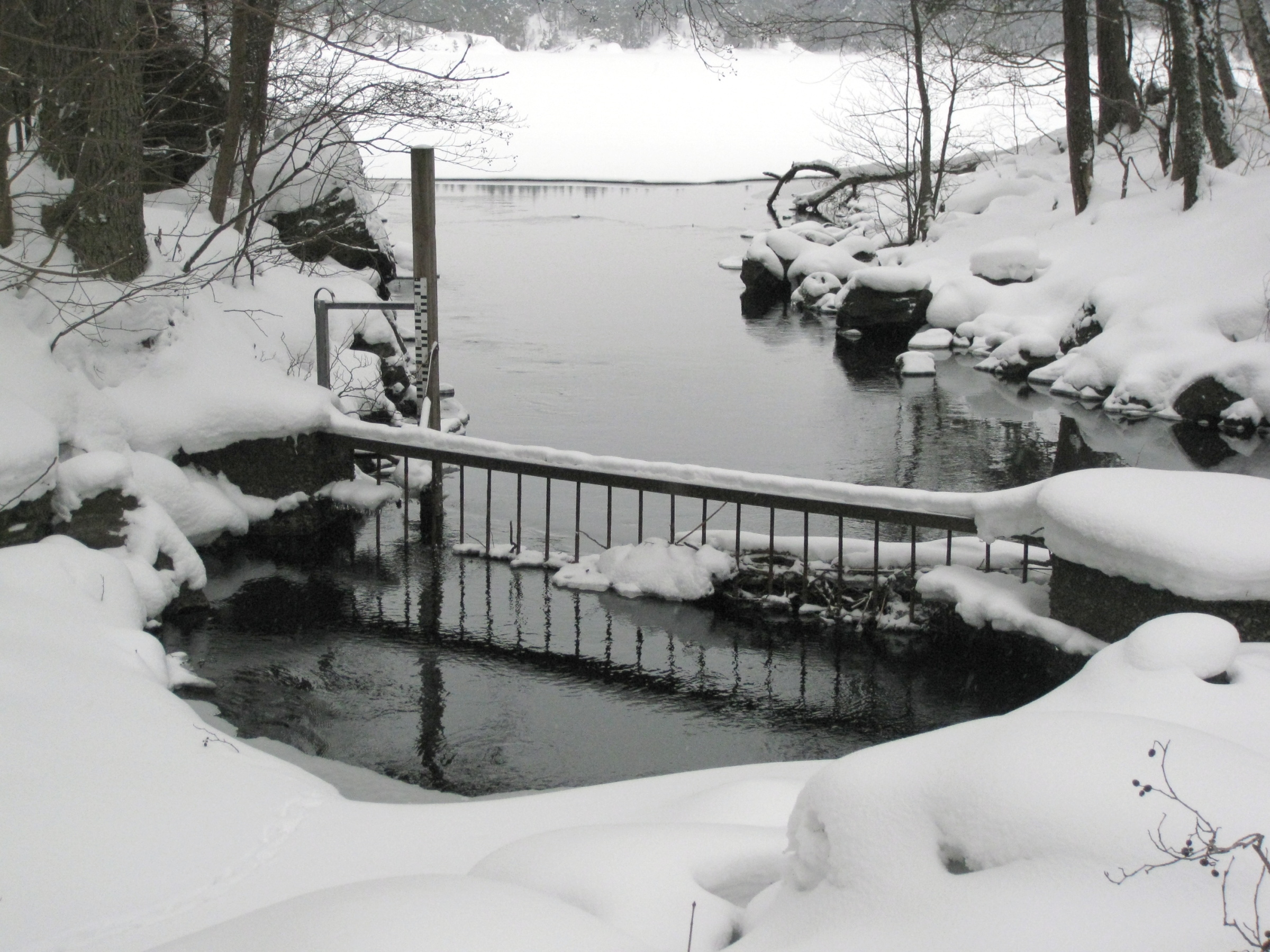
inloppet från Tyresö-Flaten med galler och pegel.
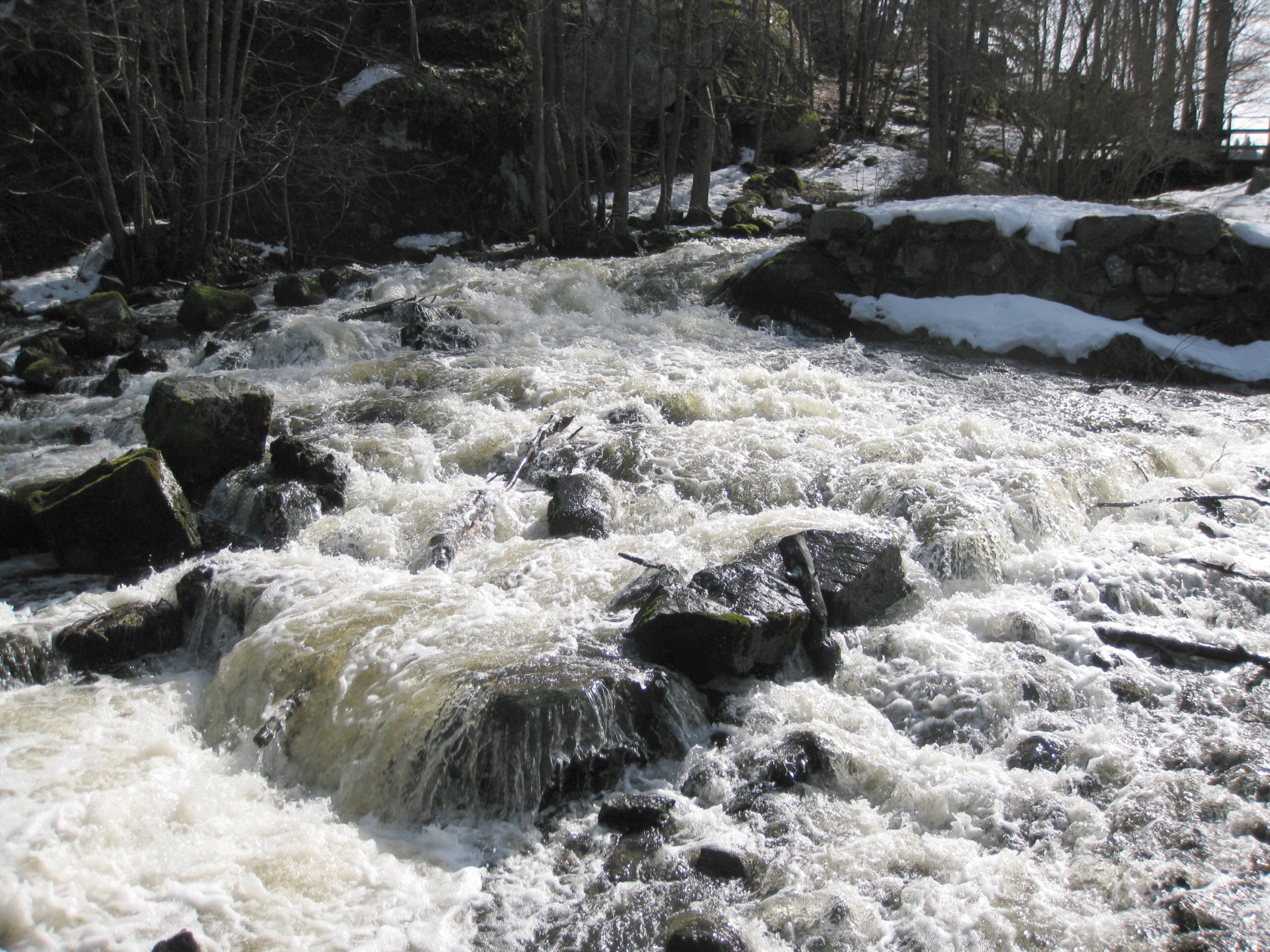
Lutningen är brant, vilket gör forsen mycket strid.
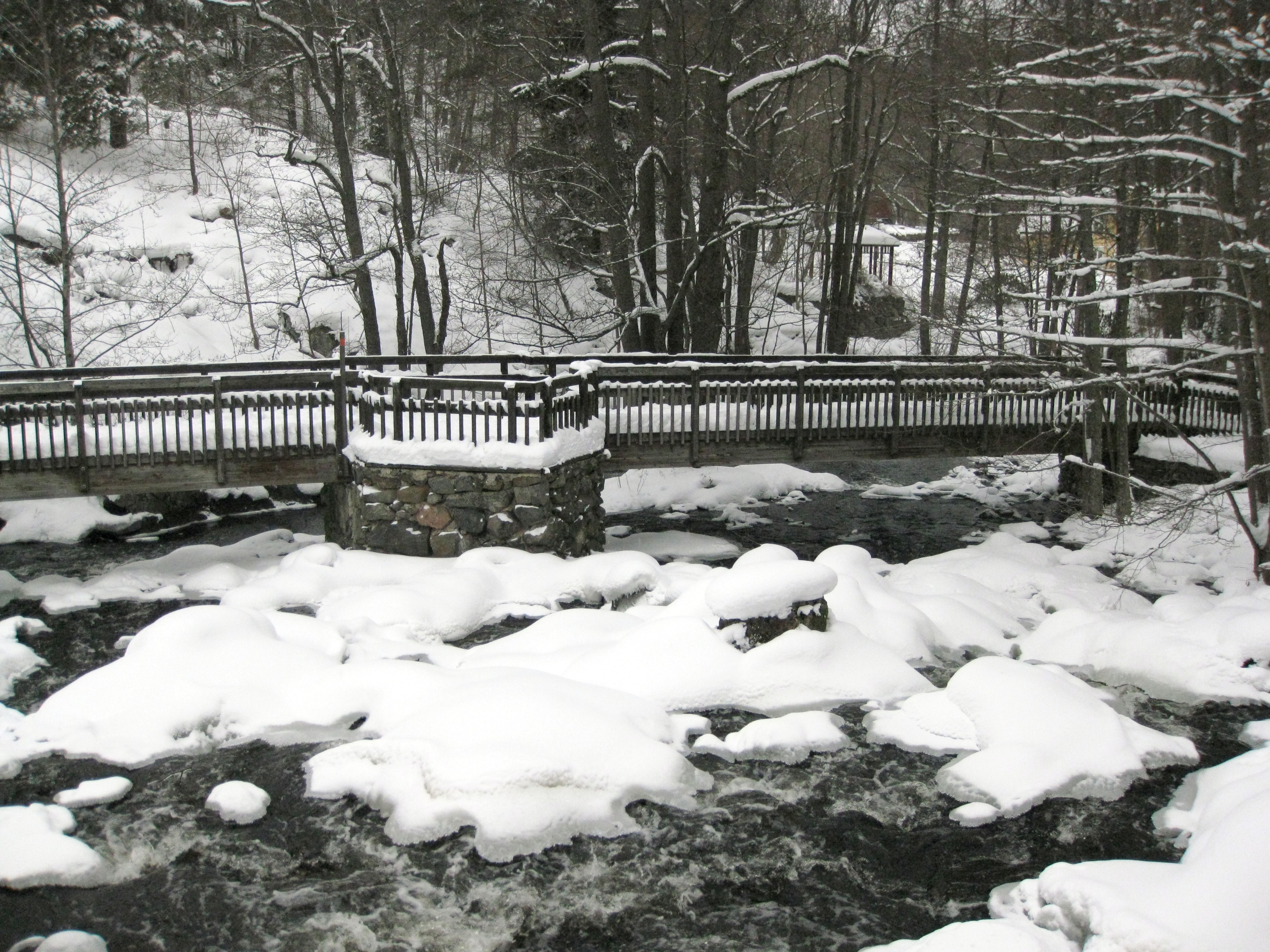
Sörmlandsleden passerar numera på denna bro över forsen.
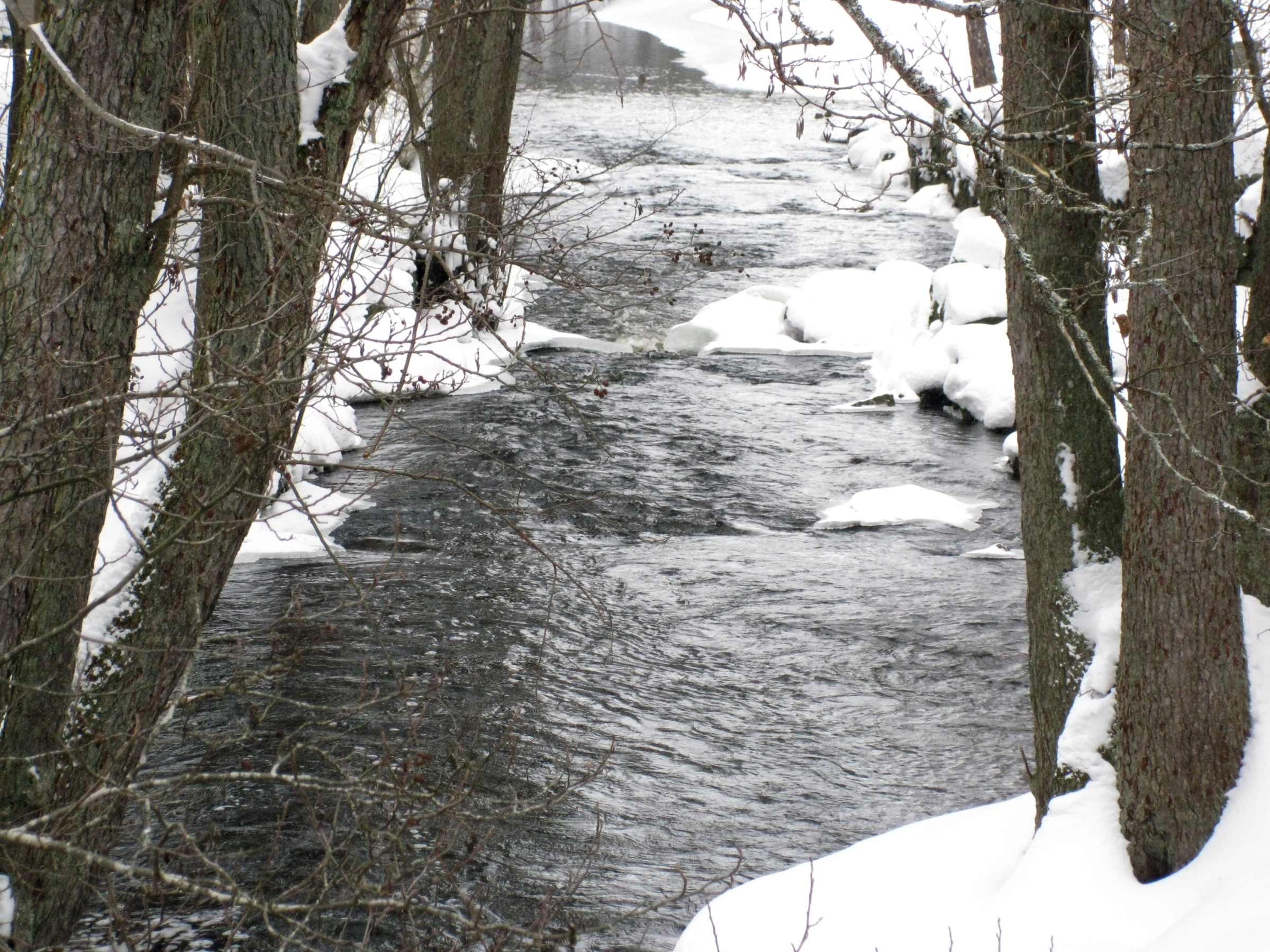
Utloppet till Albysjön.

### Fotnoter
1. ↑  Besökskartan Tyresö 2002, Skandinaviska Kartgruppen i samarbete med Tyresö kommun (om benämning på vattendraget).
2. ↑  Planbeskrivning Nyfors Arkiverad 1 mars 2015 hämtat från the Wayback Machine., Tyresö kommun (april 2014), sid.5
3. ↑  ”Nyfors”. Tyresö kommun. 2 mars 2007. Arkiverad från originalet den 30 juni 2009. https://web.archive.org/web/20090630003612/http://www.tyreso.se/Se-och-gora/Upptack-Tyreso/Utflyktsmal/Nyfors/.
4. ↑  Stockholms Stads karta över länet
5. ↑  Etapp 3 Arkiverad 8 mars 2015 hämtat från the Wayback Machine., Sörmlandsleden.
6. ↑  Naturinventering-naturvärden[död länk], Avsnitt 11. Wättingeströmmen, sid 35 (1998)